# Fraternité d'Abraham
Pour les articles homonymes, voir Abraham (homonymie).
La Fraternité d'Abraham est une association française fondée en 1967 qui prône le dialogue interreligieux entre croyants de confessions juive, chrétienne et musulmane. Elle organise des rencontres et des conférences, et publie des études.

## Histoire
La Fraternité d'Abraham est fondée à l'initiative de l'écrivain et penseur juif André Chouraqui et du père Jean Daniélou, durant leur rencontre à l'occasion du Concile de Vatican II,. À leur retour en France, ils sont rejoints par l'écrivain Jacques Nantet et le père Michel Riquet, puis par Hamza Boubakeur, recteur de la Grande mosquée de Paris. L'association est ainsi fondée le 7 juin 1967 à la Grande mosquée de Paris, et Jacques Nantet en devient le premier président. En soutien, d'importantes autorités religieuses participent au premier comité de parrainage de l'association, parmi lesquelles Jacob Kaplan (Grand-rabbin de France), Jean Courvoisier (président de la Fédération protestante de France), Maurice Feltin (cardinal et archevêque de Paris) ou encore Chérif Lakhdari (président de la Cultuelle musulmane de France).
Pour son nom, l'association fait appel à la figure d'Abraham, car ce patriarche est une référence commune aux trois grandes religions monothéistes (d'ailleurs qualifiées de religions abrahamiques). L'association veut dans cet esprit tisser des liens d'amitié fraternels entre les croyants, pour construire une paix durable,.